# Dicaeum vincens
El picaflores cingalés (Dicaeum vincens) es una especie de ave paseriforme de la familia Dicaeidae endémica de Sri Lanka. Su nombre científico conmemora al ornitólogo australiano William Vincent Legge.

## Descripción
El picaflores cingalés es un pájaro muy pequeño aunque rechoncho. Mide unos 10 cm de largo, tiene una cola corta y un pico corto, grueso y curvado hacia abajo, y una lengua tubular. Esta última característica refleja la importancia que tiene el néctar en su dieta.
El macho tiene el plumaje de las partes superiores de color negro azulado, la garganta y la parte superior del pecho blancas y el resto de las partes inferiores amarillas. La hembra es menos llamativa, tiene las partes superiores de color pardo oliváceo y el amarillo de sus partes inferiores es de un tono menos intenso.

## Comportamiento
El picaflores cingalés es un pájaro sedentario que vive en los bosques tropicales y otros hábitats arbolados incluidos los jardines. 
Se alimenta principalmente de néctar, aunque también come pequeños frutos, insectos y arañas. Suele poner dos huevos en un nido en forma de bolsa que cuelga de los árboles.